# Toyota Classic

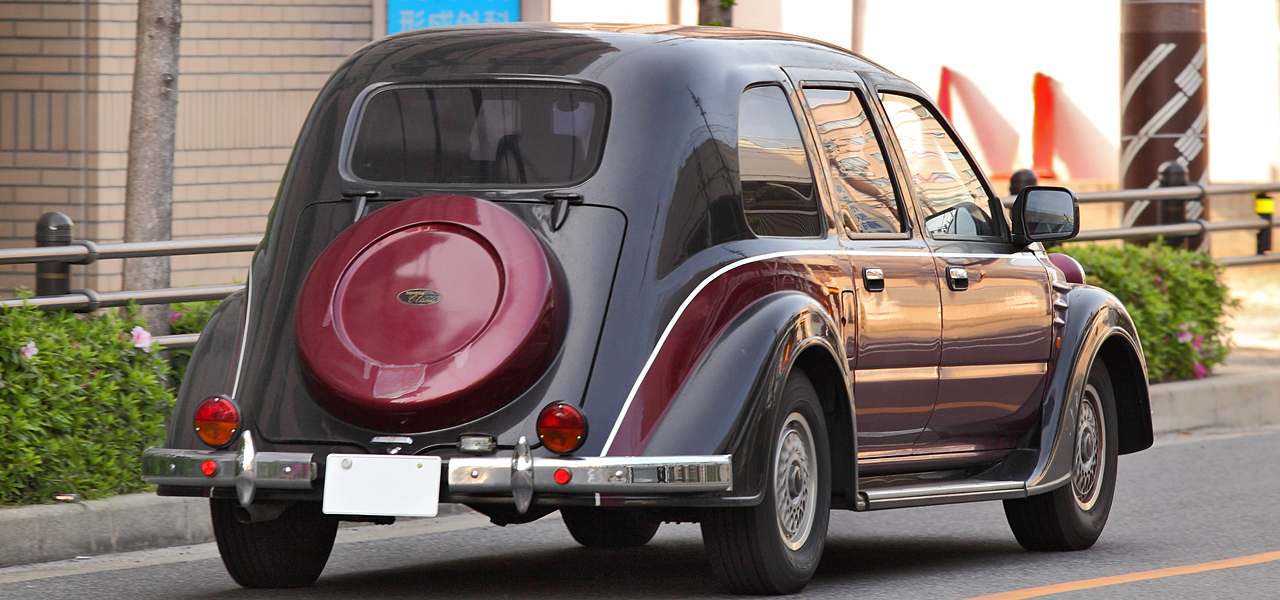
Tył nadwozia

Toyota Classic – samochód osobowy produkowany przez japońską markę Toyota w 1996 roku (od czerwca). Stylistyka nadwozia nawiązuje do modelu AA - pierwszego samochodu osobowego na japońskim rynku (wprowadzony w 1936 roku).
Nadwozie osadzono na podwoziu z pick-upa Hilux, do napędu służył benzynowy silnik R4 OHV 2.0 3Y-E o mocy 97 KM zblokowany z 4-biegową automatyczną skrzynią biegów z nadbiegiem.

## Dane techniczne
Źródło:

### Silnik
- R4 2,0 l (1998 cm³), 2 zawory na cylinder, OHV
- Układ zasilania: wtrysk EFi
- Średnica cylindra × skok tłoka: 86 × 86 mm
- Stopień sprężania: 8,8:1
- Moc maksymalna: 97 KM (72 kW) przy 4800 obr./min
- Maksymalny moment obrotowy: 160 N•m przy 3800 obr./min